# 印度尼西亚大学
印度尼西亚大学 (印尼语: Universitas Indonesia，简称 UI) 是印度尼西亚最古老的高等教育机构（当时的荷属东印度），主校园位于西爪哇省德波和雅加达中央雅加达。